# Uherské Hradiště
Uherské Hradiště (németül Ungarisch Befestigung, magyarul Magyar erőd ) kisváros Csehországban, azon belül Morvaországban, a Zlíni kerület Uherské Hradiště-i járásában.

## Elnevezése
A város elnevezése 1587-re datálható. A cseh név jelentése (=magyar erőd) a közeli határra utal, mivel a város a Magyar Királysághoz közeli erődítmény volt. A 19. század végétől Hunfalvy János Magyarhradis, Magyarerőd, Magyarvár, Magyar-Radistya neveken említi. 

## Fekvése
Morvaország déli részén, a Slováckonak nevezett területen, Brnótól mintegy 80 km-re keletre, a Morva bal partján található.
Környékbeli városok: Staré Město, Kunovice, Uherský Brod, Uherský Ostroh és Zlín fürdőváros.

## Története

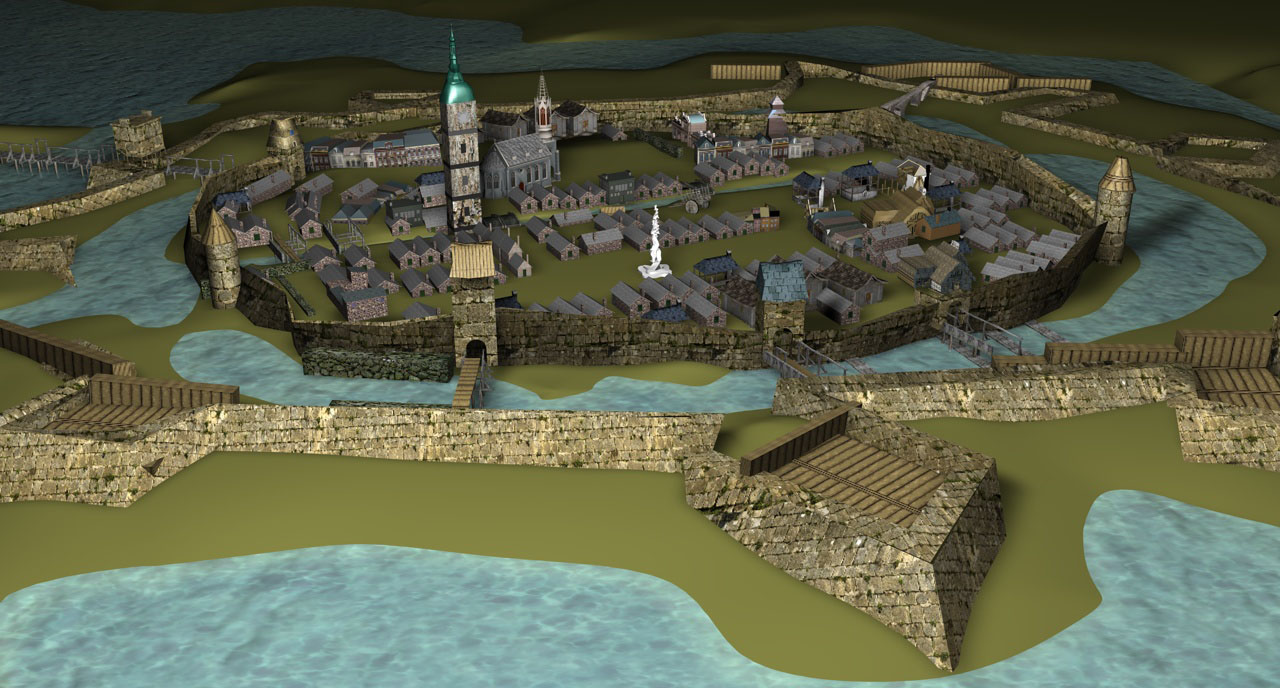
Így nézhetett ki Magyarhradis a középkorban (3D számítógépes rajz)

Nový Velehrad néven II. Ottokár alapította 1257-ben. A királyi várost 1294-től Hradiště, 1587-től Uherské Hradiště néven említik. Mátyás király 1479-ben sikertelenül ostromolta.
A régió legrégibb középiskoláját 1884-ben alapították.

## Városrészek
A városának 7 része van: a centrum, Mařatice, Rybárny, Jarošov, Míkovice, Sady, Vésky.

## Népesség
A település népessége az elmúlt években az alábbi módon változott:
| Lakosok száma | 5659 | 8925 | 10 051 | 12 794 | 36 756 | 25 266 | 25 246 | 25 247 | 24 430 | 24 887 |
|               | 1869 | 1900 | 1921   | 1961   | 1980   | 2014   | 2017   | 2020   | 2022   | 2025   |

## Nevezetességei

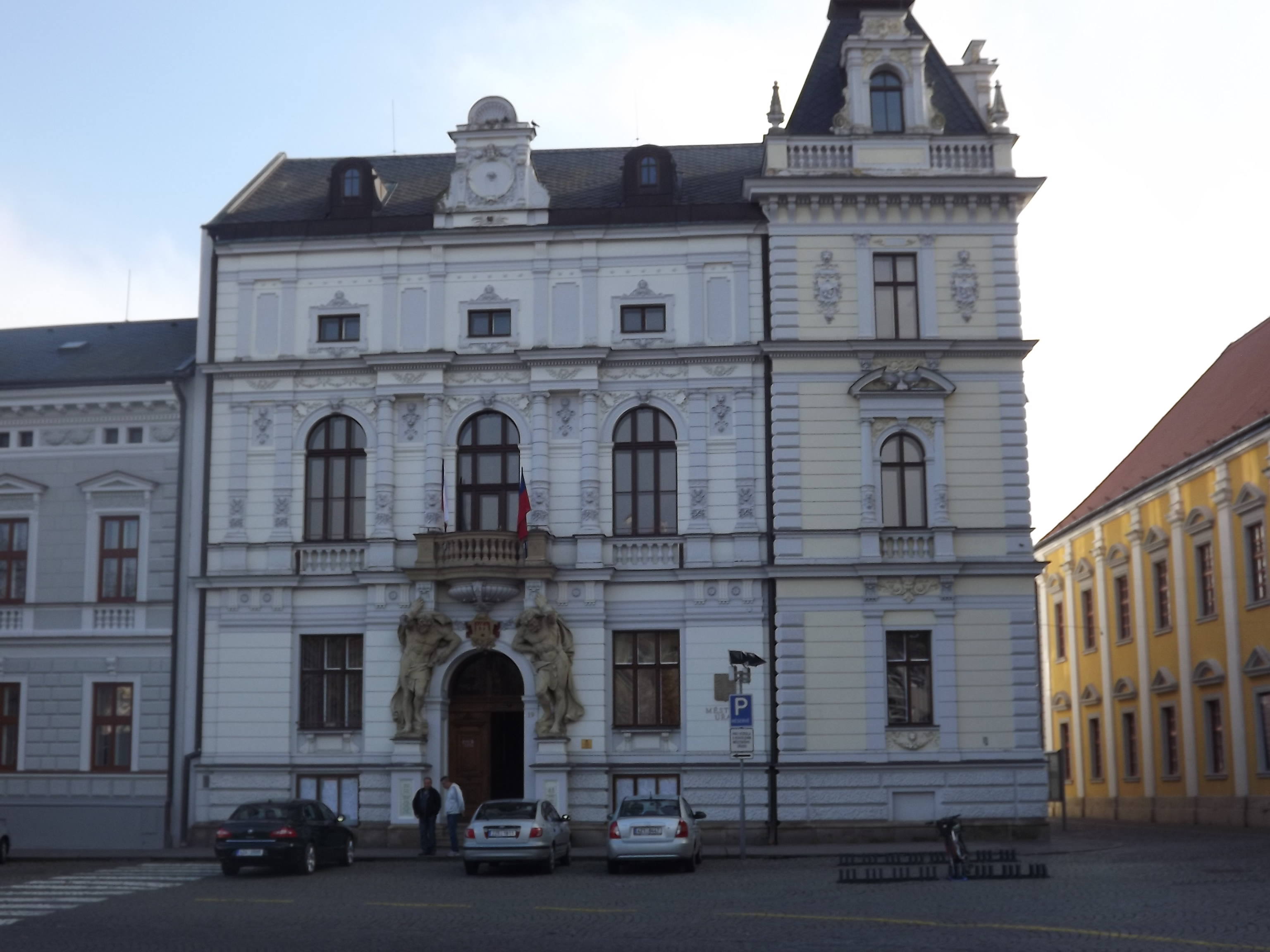
A városháza

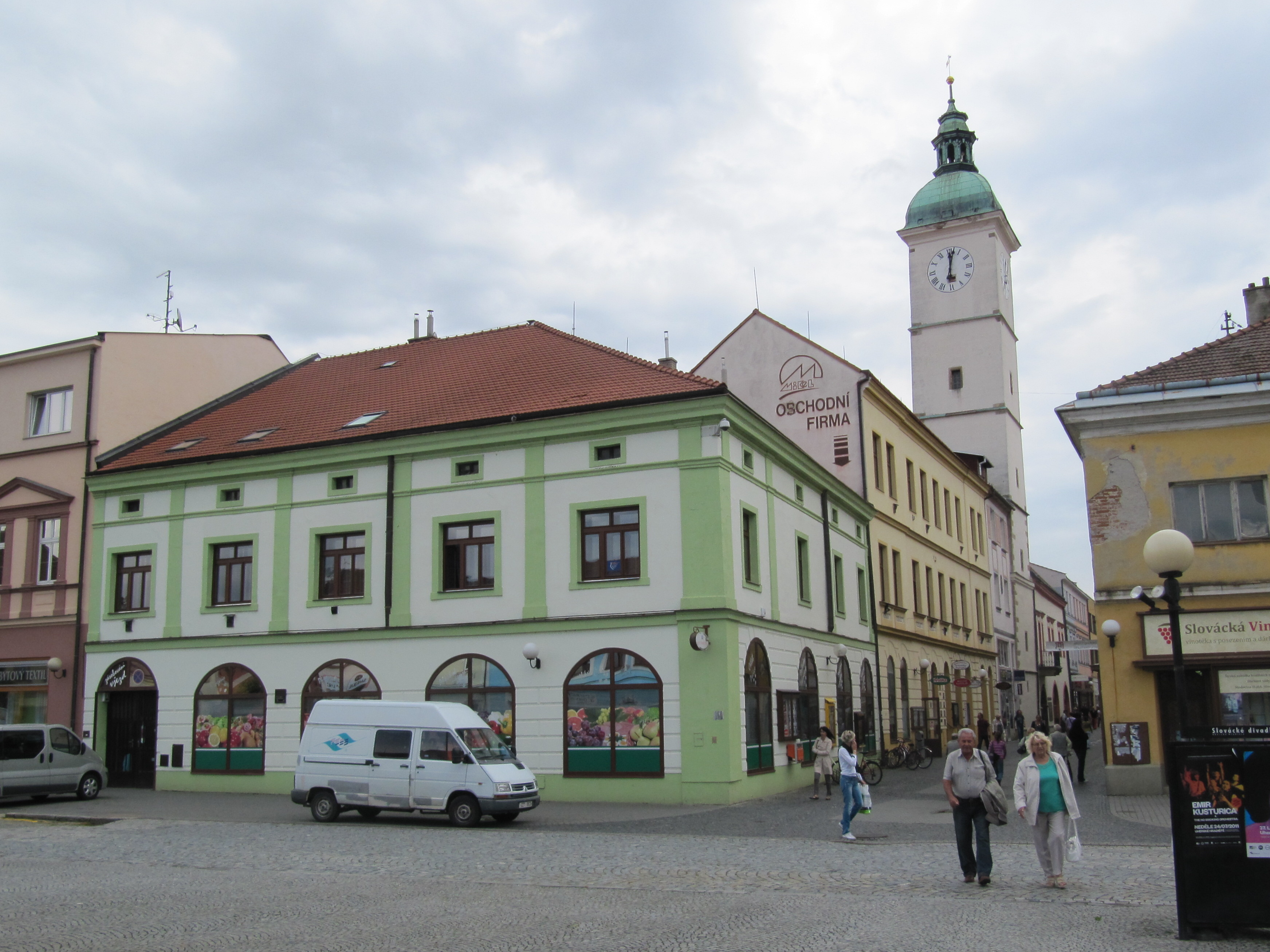
A régi városháza tornya

- A Szent Erzsébet-kápolna 15. századból származó épületét a 17. században barokk homlokzattal látták el.
- A ferencesek kolostorát 1491-ben alapították.
- A régi városháza 16. századból származó épületét többször átépítették.
- A városfal Mátyás-kapuja.
- A Slunce szálloda reneszánsz épülete 1578-ból származik.
- A Xavéri Szent Ferenc-templom 1686-ban épült fel.
- A Szent Sebestyén kápolnát a pestisjárvány elmúltával építették 1715-ben.
- Pestisoszlopa 1721-ből származik.
- Az eklektikus stílusú 1875-ben épített zsinagógában jelenleg könyvtár van.
- A városházát 1893-ban építették.
- Múzeumát (Slovácké muzeum) 1914-ben, színházát (Slovácké divadlo) 1945-ben alapították.

## Közlekedés
Közúton az 55-ös főúton közelíthető meg.

## Testvérvárosai
- Bridgwater, Egyesült Királyság
- Krosno, Lengyelország
- Mayen, Németország
- Písek, Csehország
- Priverno, Olaszország
- Sárvár, Magyarország
- Szakolca, Szlovákia
- Trencsén, Szlovákia